# Corriente del Niño
Este es un artículo sobre la corriente marina, para el fenómeno climático véase: Fenómeno de El Niño.
La corriente del Niño o de El Niño es una corriente marina cálida, estacional y ecuatorial propia del Pacífico sudamericano que va en dirección de norte a sur y que llega a las costas ecuatorianas y peruanas cada 2 a 7 años. Su nombre fue acuñado por pescadores del Norte peruano, pues "El Niño" es una referencia a la época de Navidad.

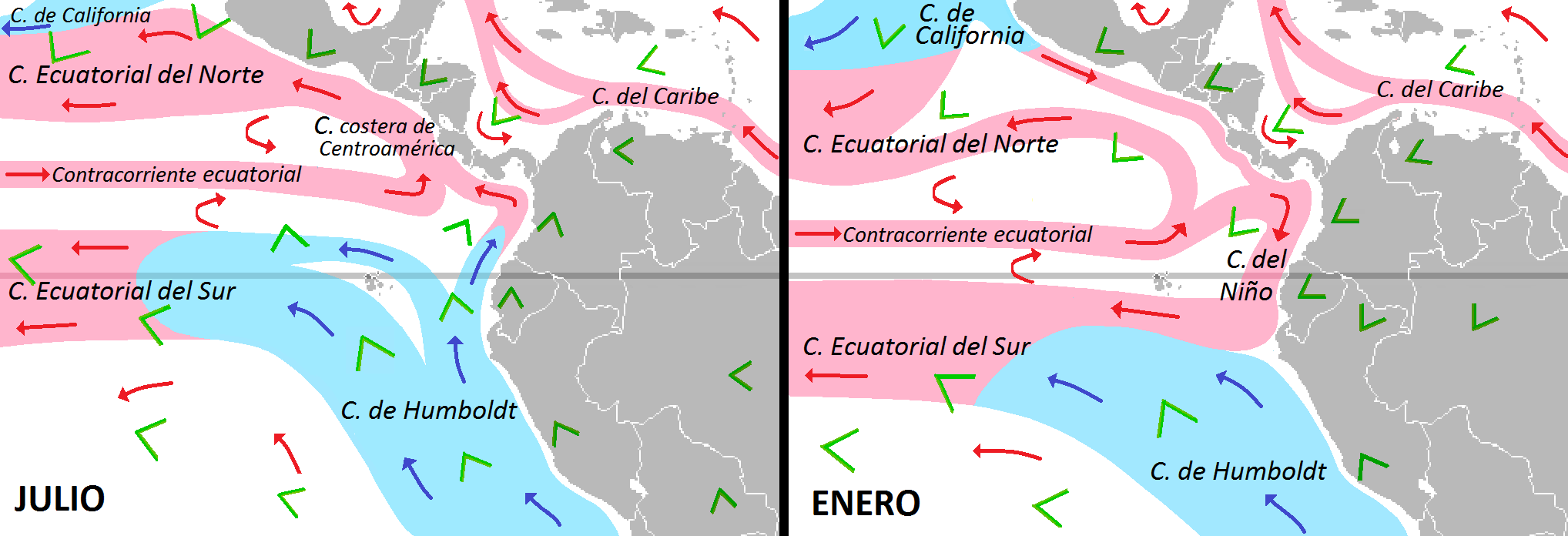
A la derecha, confluencia de la corriente del Niño con la corriente de Humboldt durante el verano austral.

Es necesario diferenciar la corriente del Niño, la cual es una corriente periódica que produce un claro cambio de estación en la costa, con el fenómeno climático extraordinario de El Niño, el cual puede llegar a tener un alcance global. La llegada de la corriente del Niño es considerada beneficiosa porque anuncia la temporada anual de lluvias, necesaria para la agricultura y el ciclo biológico del bosque seco ecuatorial. Sin embargo, una corriente demasiado cálida ha sido relacionada con el llamado fenómeno de El Niño, con una proporción de lluvias y calor mucho mayor de lo usual que deviene en inundaciones y catástrofes propias de un cambio climático radical.

## Convergencia con la corriente de Humboldt
La fría corriente peruana o de Humboldt baña las costas de Chile, Perú y Ecuador en dirección de sur a norte a la par de los vientos alisios. Cuando llega cerca del ecuador terrestre se desvía hacia el oeste bañando las islas Galápagos. La corriente cálida ecuatorial del Niño irrumpe en la zona junto con los vientos alisios del norte, anunciando el inicio del verano austral y empuja a la corriente de Humboldt (descubierta por el navegante español Juan Fernàndez) hacia el sur. Esto implica un cambio climático debido a que la corriente de Humboldt, rica en plancton y especies marinas, está relacionada con el clima subtropical árido, mientras que la del Niño trae el clima tropical húmedo y un ecosistema marino muy diferente.
Un indicador de la llegada de la corriente del Niño, es la presencia del molusco bivalvo Spondylus (mullu en quechua), el cual ha tenido importancia cultural y económica en los pueblos indígenas desde hace miles de años. Este molusco tiene gran sensibilidad térmica y rápida capacidad de desplazamiento, por lo que sigue fácilmente los vaivenes de esta móvil corriente del Niño. En la costa norte del Perú, la llegada del fuerte calor anuncia el verano en diciembre, en cambio en las costas de Ecuador se le llama período "invernal" porque invierno se relaciona coloquialmente, con las lluvias.

## Origen de la corriente del niño
La contracorriente de Cromwell recorre el Pacífico ecuatorial de oeste a este hasta llegar a Suramérica, en donde aflora a la superficie y se dirige al golfo de Panamá, dando luego un giro hacia el sur en dirección a Colombia. En este trayecto se le conoce como corriente de Panamá. Cruza la línea ecuatorial en una migración relacionada con el desplazamiento de la zona de convergencia intertropical y una vez que se acerca a las costas peruanas se le llama corriente del Niño, trayendo la estación lluviosa que es más notoria entre enero y abril.

## Variabilidad
Las mediciones de esta corriente durante 61 años consecutivos, ha permitido concluir que hay un ciclo de 18 años dividido en cuatro fases de 5-4-5-4 años, los primeros 5 son de máximo acercamiento de la corriente de Humboldt (110 millas) llamado máximo seco, 4 años de seco lluvioso, 5 años de máximo alejamiento de la corriente de Humboldt (200 millas) hacen un máximo lluvioso, y 4 años de lluvioso seco. Al inicio de este ciclo, el acercamiento de la corriente de Humboldt implica que la corriente del Niño baja 80 millas, avanzando más cada año hasta alcanzar su máximo descenso sobre las costas peruanas, 720 millas de la línea equinoccial, desplazando a la corriente de Humboldt 200 millas y trayendo las lluvias al Perú y Ecuador. Sin embargo, dado a los cambios climáticos por los que viene experimentando el planeta, la aparición de la corriente del niño ha venido haciéndose más frecuente en las costas sudamericanas en los últimos años.

## Historia
Se ha descrito que esta corriente fue observada desde 1882 y en adelante, por una nave francesa y luego por miembros de la marina estadounidense, británica y peruana, como es el caso del Capitán peruano Camilo Carrillo, quien en 1892 daba cuenta de la existencia de una contracorriente cálida en el norte peruano como un hecho conocido, la cual marineros de pequeñas naves en las proximidades del puerto de Paita llamaban "corriente del Niño" y que se relacionaba con la llegada del calor y las lluvias, opinando que esta corriente venía del golfo de Guayaquil porque llevaba flotando hojas de plátano y palmera, naranjas y otras cosas provenientes de los ríos de Guayaquil y Tumbes hasta la costa norte del Perú. El historiador peruano Víctor Eguiguren escribió en 1894 sobre la "contracorriente del Niño", describiéndola como una corriente marina de aguas cálidas que llega al Perú después de Navidad proveniente del golfo de Guayaquil, interponiéndose entre el continente y las aguas frías de la corriente de Humboldt, acompañada por los vientos del norte y trayendo consigo calor y lluvias.

### La corriente del Niño y el fenómeno de El Niño
Desde fines del siglo XIX se ha intentado establecer una relación entre corriente del Niño y fenómeno de El Niño. El Niño de 1891 implicó abundantes lluvias muy inusuales a lo largo de Ecuador y Perú que llegaron hasta Moquegua. Esta anomalía se atribuyó al excesivo caudal de la corriente cálida del Niño, que arrastró troncos de árboles y cocodrilos de Tumbes tan al sur como Pacasmayo en La Libertad. Sin embargo, El Niño de 1891, a pesar de haber tenido gran intensidad, no tiene una relación significativa con la denominada Oscilación del Sur, es decir, aquel marzo y abril de 1891 representó en la costa norperuana un cambio violento y transitorio del clima, pero no se manifestó significativamente en otras partes del mundo; por lo que puede considerarse un fenómeno local ahora llamado Niño costero, similar al Niño de 2017.
El meteorólogo Jacob Bjerknes reveló en 1969 que de acuerdo con el estudio oceanográfico de El Niño de mediana intensidad del verano austral de 1957-1958, hay una relación física entre la fase de alta presión anómala en el Pacífico occidental (Oscilación del Sur), con la fase de calentamiento anómalo del Pacífico oriental, acompañados con un debilitamiento de los vientos alisios del este. Para definir este fenómeno, Bjerknes introdujo el término "El Niño", de tal modo que a partir de entonces, este término ya no se asociará al período de abundancia que trae la corriente sino al mal tiempo y a los desastres naturales que sobrevienen con el fenómeno.